# Ulrich Alexander Boschwitz
Ulrich Alexander Boschwitz (pseudonym: John Grane), född 19 april 1915 i Berlin, död 29 oktober 1942 på Nordatlanten, var en tysk författare.
Boschwitz var jude och flydde Nazityskland år 1935. Med sin mor Martha flyttade Boschwitz först till Sverige och därefter till Norge. Under exilen skrev han sin debutroman Menschen neben dem Leben, som utkom i Sverige 1937 med titeln Människor utanför och under pseudonymen John Grane. Boschwitz bodde sedan i Frankrike, Luxemburg och Belgien. År 1939 utkom hans andra roman, Der Reisende, under titeln The Man Who Took Trains i England och i USA 1940 under titeln The Fugitive, återigen under pseudonym.
År 1940, efter andra världskrigets början, bodde Boschwitz och hans mor i England. Båda internerades eftersom de kom från fiendenationen Tyskland: modern hamnade på Isle of Man och Boschwitz deporterades till Australien. Under vistelsen i Australien arbetade Boschwitz med en tredje roman. År 1942 hade det blivit möjligt för Boschwitz att återvända till England. Mot slutet av hans tillbakaresa, den 17 augusti 1942, torpederades fartyget han färdades med av en nazitysk ubåt. Boschwitz omkom och manuskriptet till hans tredje roman gick förlorat.
Boschwitz utgavs på originalspråk med start 2018, på initiativ av den tyske förläggaren Peter Graf. År 2019 utkom även romanen Der Reisende i svensk översättning, genomförd av Jens Ahlberg.